# Jin Ki-joo
Đây là một tên người Triều Tiên, họ là Jin.
Jin Ki-joo (Hangul: 진기주, sinh ngày 26 tháng 1 năm 1989) là một nữ diễn viên Hàn Quốc. Cô ra mắt khán giả lần đầu tiên thông qua vai diễn phụ trong bộ phim truyền hình Twenty Again. Sau đó, cô tiếp tục xuất hiện trong các bộ phim truyền hình khác nhưng đặc biệt gây dấu ấn trong loạt phim truyền hình Người tình ánh trăng - Bộ bộ kinh tâm: Lệ, Misty và Bước đến ôm em.

## Sự nghiệp

### Trước 2015
Jin Ki Joo sinh ra ở Seoul, sống ở Gangneung một thời gian và lớn lên tại Chuncheon. Thời sinh viên Ki Joo theo học tại trường Đại học Chung-Ang, chuyên ngành Kỹ thuật máy tính. Sau khi tốt nghiệp đại học với tấm bằng cử nhân và vượt qua kỳ thi tuyển dụng mở của Samsung SDS - một công ty lớn ở Hàn Quốc, cô trở thành Chuyên viên tư vấn công nghệ thông tin (IT consulting) làm việc tại công ty này.
Cô làm việc cho Samsung SDS trong 3 năm mới quyết định chuyển hướng nghề nghiệp, thi tuyển và trở thành một phóng viên cho đài SBS tại chi nhánh G1.
Jin Ki Joo tham gia cuộc thi "Super Model Contest" năm 2014 (với hơn 2.600 thí sinh cạnh tranh) và cô đã đoạt giải ba (giải Olivia Lauren Prize).

### Từ 2015 - nay
Năm 2015, Jin Ki Joo mới bắt đầu chính thức tham gia diễn xuất, trực thuộc Công ty quản lý nghệ sĩ IOK Company – Cũng là công ty quản lý của hai diễn viên kỳ cựu Go Hyun Jung và Jo In Sung.
Cô ra mắt khán giả lần đầu tiên thông qua vai diễn phụ trong bộ phim truyền hình nổi tiếng "Twenty Again" diễn xuất cùng dàn diễn viên gạo cội Choi Ji Woo, Lee Sang Yoon,... Sau đó cô tiếp tục xuất hiện trong các bộ phim truyền hình khác như "Splash Splash Love", "One More Happy Ending", "The Good Wife", …  và đặc biệt là vai diễn trong bộ phim cổ trang "Moon Lovers: Scarlet Heart Ryeo" (Bộ bộ kinh tâm: Lệ) của đài SBS đã giúp cô tạo được ấn tượng tốt với khán giả.
Năm 2017, Ki Joo đảm nhiệm vai nữ chính trong webdrama "Wednesday: 03:30 pm" sánh đôi cùng bạn diễn Lee Hong Bin (VIXX).
Năm 2018, Jin Ki Joo gây chú ý qua hai vai diễn trong phim truyền hình "Misty" và phim điện ảnh "Little Forest" diễn xuất cùng Ryu Jun Yeol, Kim Tae Ri. Cùng năm này, cô có vai nữ chính phim truyền hình đầu tiên trong sự nghiệp - "Come and Hug Me" của đài MBC và nhận được nhiều phản hồi tích cực.
Kể từ đó cô chính thức được nhận những vai thuộc tuyến nhân vật chính chứ không còn đóng những vai phụ như trước đây.
Cho đến nay cô tiếp tục phát triển sự nghiệp, nhận các dự án phim phù hợp, mài dũa kỹ năng diễn xuất, v...v

## Phim

### Phim truyền hình
| Năm  | Tên phim                                             | Vai diễn                 | Kênh              | Chú thích     |
| ---- | ---------------------------------------------------- | ------------------------ | ----------------- | ------------- |
| 2015 | Twenty Again                                         | Park Seung-hyun          | tvN               | [ 5 ]         |
| 2015 | Splash Splash Love                                   | Hoàng hậu Soheon         | MBC Naver Tv Cast | [ 6 ]         |
| 2016 | One More Happy Ending                                | An Soon-soo              | MBC               | [ 7 ]         |
| 2016 | The Good Wife                                        | Song Hee-soo             | tvN               | [ 8 ]         |
| 2016 | Moon Lovers: Scarlet Heart Ryeo (Bộ bộ kinh tâm: Lệ) | Chae-ryung               | SBS               | [ 9 ]         |
| 2017 | The Emperor: Owner of the Mask (Mặt nạ Quân chủ)     | Choi Kang-seo            | MBC               | [ 10 ]        |
| 2017 | Wednesday 3:30 PM                                    | Sun Eun-woo              | Oksusu SBS Plus   | [ 11 ]        |
| 2018 | Misty                                                | Han Ji-won               | JTBC              | [ 12 ]        |
| 2018 | Come and Hug Me                                      | Gil Nak-won / Han Jae-yi | MBC               | [ 13 ]        |
| 2019 | The Secret Life of My Secretary                      | Jung Gal-hee             | SBS               | [ 14 ] [ 15 ] |

### Phim điện ảnh
| Năm       | Tên               | Vai      | Ghi chú   | Chú thích            |
| --------- | ----------------- | -------- | --------- | -------------------- |
| 2018      | Little Forest     | Eun-sook |           | [ 16 ]               |
| 2018      | The Unknown Woman |          | Phim ngắn | [ 17 ] [ 18 ] [ 19 ] |
| 30-6-2021 | Midnight          |          |           |                      |

## Chương trình khác

### Chương trình truyền hình
| Năm  | Chương trình                 | Vai trò           | Kênh     | Ghi chú              | Chú thích     |
| ---- | ---------------------------- | ----------------- | -------- | -------------------- | ------------- |
| 2014 | Supermodel Contest           | Thí sinh          | SBS      |                      | [ 20 ]        |
| 2015 | Model House Room of Ten      |                   | SBS funE |                      | [ 21 ]        |
| 2015 | The Show                     | MC                | SBS MTV  | Season 4 (16/6/2015) |               |
| 2018 | 청년 농부/Young Farmer       | Người thuyết minh | MBC      | Phim tài liệu        | [ 22 ] [ 23 ] |
| 2018 | Running Man (tập 413)        | Khách mời         | SBS      |                      | [ 24 ]        |
| 2019 | Soribada Best K-Music Awards | MC                |          |                      | [ 25 ]        |

### Hoạt động quảng bá phim
| Năm  | Chương trình                 | Vai trò   | Kênh     | Ghi chú | Chú thích |
| ---- | ---------------------------- | --------- | -------- | ------- | --------- |
| 2018 | Yang Yoseob’s Dreaming Radio | Khách mời | MBC FM4U |         | [ 26 ]    |
| 2019 | SBS Power FM                 | Khách mời | SBS      |         | [ 27 ]    |
| 2019 | SBS Love FM                  | Khách mời | SBS      |         | [ 28 ]    |

## Âm nhạc
| Năm  | Bài hát          | Ghi chú                         | Chú thích     |
| ---- | ---------------- | ------------------------------- | ------------- |
| 2017 | 여기 봄 (Spring) | Wednesday: 03:30 pm OST, Part 2 | [ 29 ] [ 30 ] |

## Giải thưởng và Đề cử
| Năm  | Giải                      | Hạng mục                                                   | Đề cử           | Kết quả   | Chú thích |
| ---- | ------------------------- | ---------------------------------------------------------- | --------------- | --------- | --------- |
| 2014 | 23rd Supermodel Contest   | Olivia Lauren Prize                                        | N/A             | Đoạt giải |           |
| 2018 | 54th Baeksang Arts Awards | Best New Actress                                           | Little Forest   | Đề cử     | [ 31 ]    |
| 2018 | 55th Grand Bell Awards    | Best New Actress                                           | Little Forest   | Đề cử     | [ 32 ]    |
| 2018 | 27th Buil Film Awards     | Best New Actress                                           | Little Forest   | Đề cử     | [ 33 ]    |
| 2018 | 2nd The Seoul Awards      | Best New Actress                                           | Little Forest   | Đề cử     | [ 34 ]    |
| 2018 | 6th APAN Star Awards      | Best New Actress                                           | Misty           | Đề cử     | [ 35 ]    |
| 2018 | MBC Drama Awards          | Excellence Award, Actor in a Wednesday-Thursday Miniseries | Come and Hug Me | Đề cử     |           |
| 2018 | MBC Drama Awards          | Best Couple Award (với Jang Ki-yong)                       | Come and Hug Me | Đoạt giải | [ 36 ]    |
| 2019 | Chunsa Film Arts Awards   | Best New Actress                                           | Little Forest   | Đoạt giải | [ 37 ]    |

## Quảng cáo
| Năm       | Công ty                                                     | Thương hiệu                        | Đường dẫn                           |
| --------- | ----------------------------------------------------------- | ---------------------------------- | ----------------------------------- |
| 2016      | Lotte GRS                                                   | Lotteria - Classic Cheese Burger   | Video                               |
| 2016      | HotelsCombined                                              | Hotels Combined - So sánh tiện ích | Video                               |
| 2016      | Kakao Games Corp                                            | Kakao - Game Love Nikki Mobile     | Video                               |
| 2016-2017 | Cosmocos Cosmetics                                          | VPROVE - với Park Bo Gum           | Video 1                             |
| 2016-2017 | Cosmocos Cosmetics                                          | VPROVE - với Park Bo Gum           | Video 2                             |
| 2016-2017 | Cosmocos Cosmetics                                          | VPROVE - với Park Bo Gum           | Video 3 (Story 1) Video 3 (Story 2) |
| 2017      | NONGSHIM                                                    | Mỳ mực Champon- với Go Chang Suk   | Video                               |
| 2018      | JOYMAX                                                      | Wind Runner Z                      | Video                               |
| 2018      | Sanofi Lưu trữ ngày 22 tháng 9 năm 2018 tại Wayback Machine | Thực phẩm chức năng Dulco Fiber    | Video                               |
| 2019      | Renault Samsung Motors                                      | The New QM6                        | Video                               |